# Еврейское кладбище (Гродно)
Еврейское занеманское кладбище — старое кладбище еврейской общины Гродно. Находится в занеманской части города.
Одно из старейших еврейских кладбищ Беларуси. Здесь находятся могилы цадиков и всемирно известных раввинов. Самая старая надгробная плита датирована 1312 годом.
В советское время планировалось снести кладбище и разместить на его месте Гродненский зоопарк.